# Faramir
Faramir herceg J. R. R. Tolkien A Gyűrűk Ura című trilógiájának egyik szereplője. Apja II. Denethor, Gondor helytartója, anyja a Dol Amroth-i Finduilas hercegnő. Testvére Boromir, aki a Gyűrű kíséretében a Gyűrű Szövetségének tagjaként vesztette életét. Felesége Éowyn rohani hercegnő. A Gyűrűháború után Gondor helytartója, Ithilia és Emyn Arnen ura.

## A regényben

### Élete
Denethor és Finduilas második gyermekeként született Minas Tirithben a harmadkor 2983. évében. Már kiskorában érdekelték az énekek és a történelem. Hasonlított öt évvel idősebb bátyjára, Boromirra. Bár kevésbé volt erős, ugyanolyan bátor és jó harcos volt. Boromirral ellentétben ezeket az erényeket nem önmagukért becsülte, hanem azon dolgok miatt, amiket azok óvnak. A testvérek őszintén szerették egymást, sosem volt köztük vetélkedés, Boromir inkább a mentora volt öccsének. Faramir lélekben gyengéd volt, belelátott az emberek lelkébe, mint apja, de ez gúny helyett szánalomra fakasztotta. Apja ellenszenvét Mithrandir bölcsessége iránti rajongásával vívta ki.
Azt tartották, minden helyzetben tud parancsolni embernek és állatnak egyaránt. A Gyűrűháborúban az Ithiliában portyázó, majd az Osgiliath városát védő gondori csapatok kapitánya volt. Rajtaütött egy haradi seregen, amikor találkozott Zsákos Frodóval és Csavardi Samuval. A nazgûlok támadása ellen még egy napig védte Gondor határait, de a visszavonulás során a Sötét Árnyék és egy déli nyílvessző érte. 
A győztes pelennori csata után Aragorn gyógyította meg. Részt vett Aragorn koronázásán, majd Éowynnal együtt Ithiliába költöztek. Itt született meg fia, Elboron. A negyedkor 82. évében halt meg.
Unokája, Barahir írta az Aragorn és Arwen történetét.

### Neve és címei
Neve valószínűleg a sinda vadászat szóból ered. Középfölde történetében a második ezen a néven Faramir, Ondoher gondori király fia után.
Címei: Gondor kapitánya, A Fehér Torony kapitánya, Gondor (A király) helytartója, Ithilia hercege, Emyn Arnen ura

## Feldolgozásokban
- Ralph Bakshi 1978-as rajzfilmjében a koronázáskor szerepel egy karakter, aki Faramir is lehet.
- Peter Jackson filmtrilógiájában Faramir szerepét David Wenham ausztrál színészre osztotta.